# Фенсдорф
Фенсдорф (нем. Fensdorf) — община в Германии, в земле Рейнланд-Пфальц. 
Входит в состав района Альтенкирхен-Вестервальд. Подчиняется управлению Гебхардсхайн.  Население составляет 408 человек (на 31 декабря 2010 года). Занимает площадь 2,17 км².